# Wasco (Kalifornija)
Wasco je grad u američkoj saveznoj državi Kalifornija. Prema popisu stanovništva iz 2010. u njemu je živjelo 25.545 stanovnika.